# NGC 14
NGC 14 je nepravidelná galaxie vzdálená od nás zhruba 45 milionů světelných let v souhvězdí Pegase. I přes svou vysokou magnitudu je díky své velikosti viditelná teleskopy až od 12 palců (30,5 cm).